# Kembal, Nanjangud
Kembal là một làng thuộc tehsil Nanjangud, huyện Mysore, bang Karnataka, Ấn Độ.